# Fira de la Llet

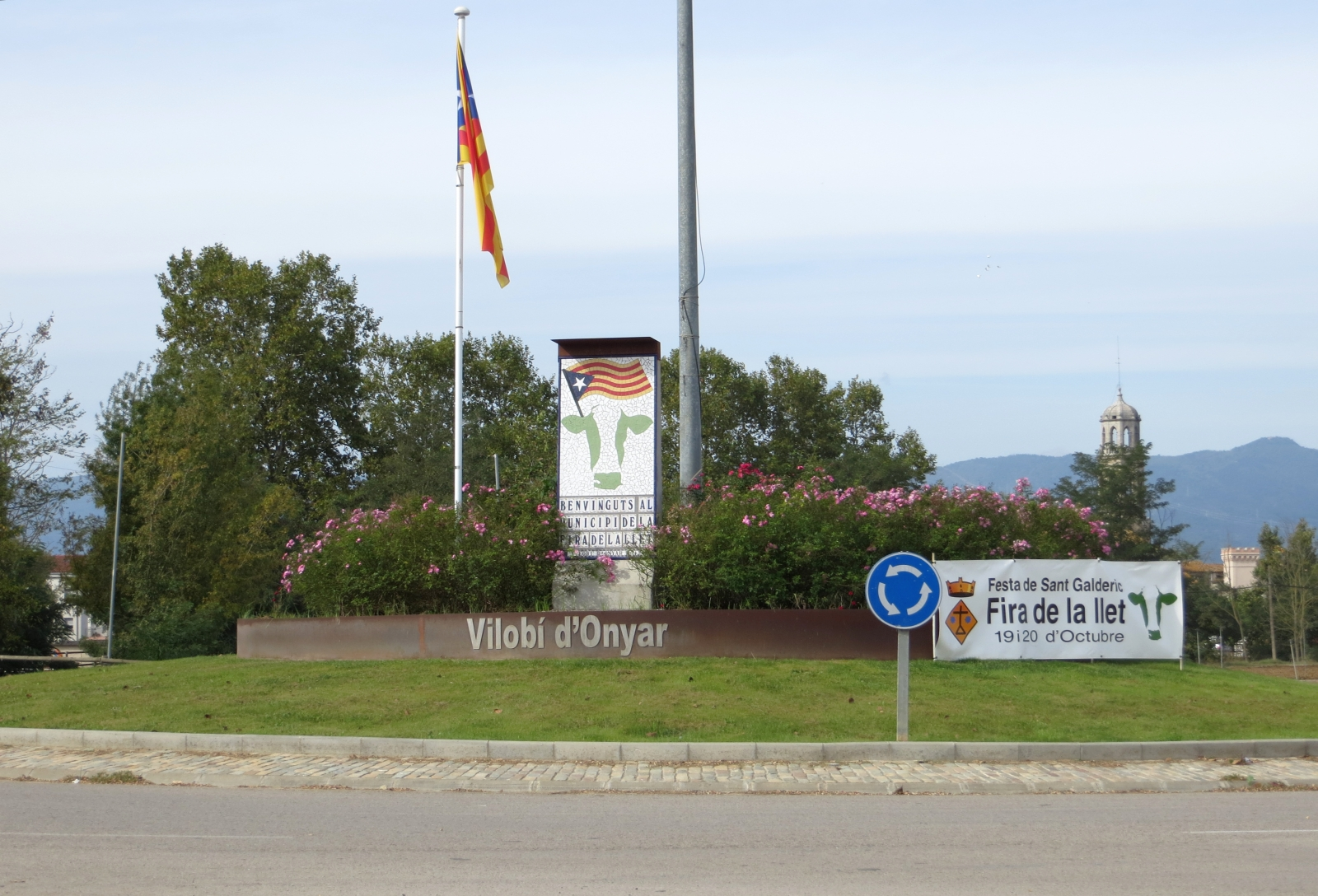
A l'entrada del municipi de Vilobí d'Onyar hi ha un monument a la Fira de la Llet

La Fira de la llet és una fira de Vilobí d'Onyar (La Selva) que té lloc el tercer cap de setmana d'octubre i que ofereix diverses activitats relacionades amb la llet i els productes derivats com una mostra de productes, concurs de munyir a mà, caminada popular per les granges, projeccions de documentals, lliurament de guardons al mèrit lleter, exposicions de fotografies, activitats familiars, conferències, una tradicional desfilada i benedicció de tractors i un concurs de flams, entre d'altres. Des de l'edició del 2013 incorpora una jornada tècnica agroramadera. La fira compta amb dos centres neuràlgics: el Bestiòrum (mostra d'animals de granja: vaques, ovelles, gallines, ases, etc) i el Lletòrum (parades de productors de derivats làctics, amb degustacions i tastets).
Cadascuna de les edicions ha comptat amb peculiaritats. Per exemple, per a promocionar la primera edició es va elaborar el vídeo Això és la llet amb la participació de veïns del municipi per apropar la realitat del sector lleter gironí. El 2014 per primera vegada es pogué comprar una llet pasteuritzada de les granges del poble especialment per la fira i es va poder degustar la Ratafia amb Llet, una espècie de Bailey's Català, que es produeix a la zona. En aquesta edició també participà la cuinera Carme Ruscalleda, que oferí consells sobre els productes làctics.

## Origen
L'origen de la Fira de la Llet es troba en la tradicional festa de Sant Galderic -patró dels pagesos catalans-, que té lloc el 16 d'octubre i que se celebra al municipi des de fa uns 30 anys. És a partir d'aquesta festa tan arrelada que sorgeix la idea, l'any 2012, de tirar endavant un nou esdeveniment que, a banda d'englobar els actes dedicats al sant camperol, es dediqui a promoure el sector lleter, principal activitat econòmica de Vilobí d'Onyar (a les granges del municipi s'hi produeixen diàriament uns 70.000 litres de llet).